# Bandas de viento de México

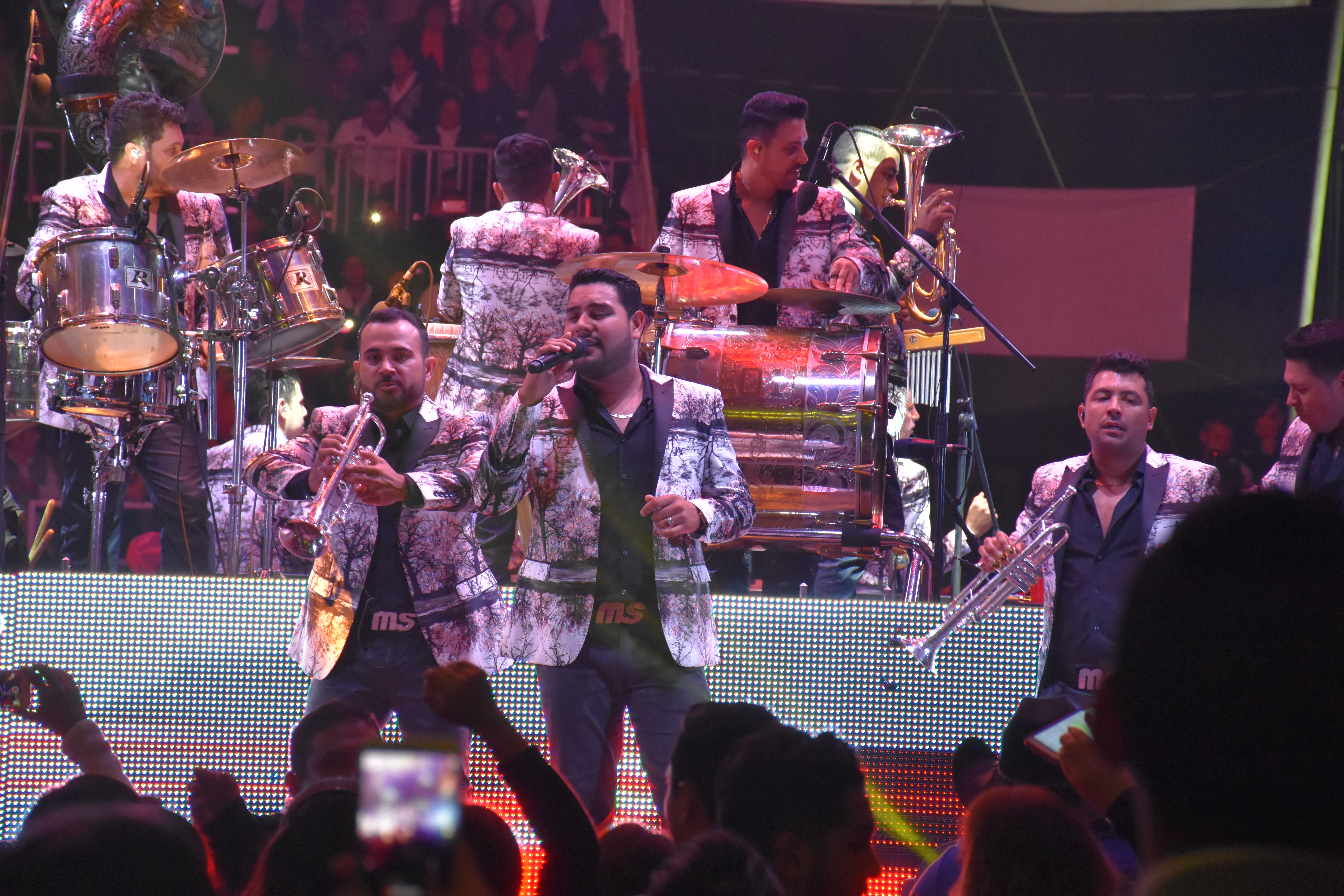
Banda MS de Sinaloa

La música de banda también conocida como bandas de viento de México son ensambles musicales en el cual, se ejecutan instrumentos de viento; en su mayoría metales y percusión.
Su historia en México data desde mediados del siglo XIX con la llegada de instrumentos de metal de pistones, cuando las comunidades trataron de imitar las bandas militares extranjeras. Las primeras bandas se formaron en el sur y centro de México. En cada poblado de los distintos territorios hay ciertos tipos de bandas de vientos, ya sea tradicionales, particulares o municipales.

## Bandas del centro, sur y otras regiones
Existen instrumentos de viento de metal en el estado de Oaxaca de origen europeo que datan de 1850. El repertorio de las bandas de Morelos, Guerrero, Oaxaca, Chiapas y Michoacán cubrían gusto, son, vinuet, piezas y marchas fúnebres, danzón, vals, corrido, pasos dobles, marchas, polkas, rancheras, alabanzas, foxes entre algunos otros.
La banda de vientos que toca jaranas yucatecas usa los siguientes instrumentos: clarinete, saxofón tenor, saxofón barítono, trompeta, trombón, timbal, tambor redoblante, bombo, platillos, güiro.
La banda tradicional oaxaqueña utiliza gran cantidad de saxofones y clarinetes, menor cantidad de trompetas y trombones de vara, demasiadas tubas tipo bombardinos, sousafones, el bombo y los platillos se tocan aparte; es un conjunto organológico muy rico en su estructura musical original. 
Una de las bandas más antiguas registradas en México es la Banda de Tlayacapan del estado de Morelos que fue fundada aproximadamente en 1870, siendo una de las primeras en interpretar la danza del Chinelo.
El fenómeno comercial creciente por la divulgación desmedida en los medios de comunicación de otros géneros y estilos como la banda sinaloense, ha generado una extinción de la confirmación de la banda tradicional oaxaqueña (también otras bandas típicas del sur de México y la región de Guanajuato), la migración en tiempos recientes de músicos oaxaqueños a Sinaloa desde mediados del 2000 a la actualidad ha ocasionado la desintegración de las Bandas Típicas por todas las regiones de Oaxaca, se han perdido los preceptos de la laudería y gran material de transcripciones musicales. La deformación de lo tradicional producto de la comercialización mediática ha creado la idea errónea en los músicos de las nuevas bandas 'tipo sinaloense' (las cuales no existíeron hasta después de la década de los 90's y 2000) creadas en Oaxaca, hacia que la banda sinaloense también es un producto cultural típico del sur de país cuando en realidad no es comparativa en origen, repertorio, vestimenta típica, conformación organológica, como  tampoco de forma histórica; convirtiendo el movimiento en un medio de divulgación de un estilo de música ajeno a su cultura regional, constituyendo una amenaza para el patrimonio cultural musical oaxaqueño. 
El tamborazo zacatecano no utiliza tuba, siendo la tambora el instrumento que lleva el tono bajo. En Zacatecas también se toca banda estilo sinaloense.

## Banda de viento
La banda o tambora sinaloense, que ha influenciado a provincias aledañas como Sonora, Nayarit, Jalisco, utiliza la siguiente instrumentación: 
- 3 clarinetes Si bemol
- 3 trompetas si bemol
- 4 trombones tenores de pistones en si bemol o de varas en do
- tuba sousáfono en Si Bemol ò Mi bemol
- 2 alto horns en Fa o en Mi Bemol (también llamados saxores, charchetas o armonías)
- tambora (una especie de bombo con platillo encima, de donde procede el nombre de la banda)
- tarolas
- Alguna percusión latina como conga.

Las primeras bandas sinaloenses se formaron por gente que desertaba de las bandas militares y municipales y se iba a vivir a los pueblos serranos, donde retomaban las melodías populares. 
El primer divulgador de la Banda sinaloense fue Luis Pérez Meza. Se conservan grabaciones realizadas con Los Sirolas, Los Guamuchileños y otras bandas, entre las que destaca la Banda La Costeña de don Ramón López Alvarado, que lo acompaña en once discos de acetato de larga duración.
Las primeras grabaciones con Banda sinaloense datan de principios de los años 50 y fueron realizadas por Los Guamuchileños y por la Banda El Recodo. Pero estos primeros registros eran solamente instrumentales. Fue hasta después de los años 80 que surgió una nueva generación de cantantes quienes, apoyados por modernos recursos tecnológicos, dieron un nuevo impulso a la Banda sinaloense, para entonces ya conocida en todo México y el sur de Estados Unidos: entre ellos se puede mencionar a Antonio Aguilar y al Gallo Elizalde. Bandas populares han sido Banda El Recodo, La Arrolladora, La Original Banda El Limón, Banda MS, La Adictiva, entre otras.
Otros cantantes populares por acompañar su voz con Banda Sinaloense aunque su repertorio está definido más bien por exigencias mercadotécnicas son Joan Sebastian, José Ángel Ledezma 'El Coyote' y su Banda Tierra Santa, Valentín Elizalde, Julio Preciado y su Banda Perla del Pacífico y Lupillo Rivera, todos dentro de un género musical llamado Grupero aunque catalogado claramente por sus diferentes estilos originales dentro de los cuales abarca a conjuntos de mariachi, conjuntos norteños, conjuntos sierreños, bandas de viento, gruperos, technobandas, conjuntos huastecos, grupos calentanos, conjuntos huicholes, grupos duranguenses y conjuntos tex-mex: la música regional mexicana.